# Catathyridium lorentzii
Catathyridium lorentzii is een straalvinnige vissensoort uit de familie van de amerikaanse tongen (Achiridae). De wetenschappelijke naam van de soort is voor het eerst geldig gepubliceerd in 1877 door Hendrik Weyenbergh. Hij noemde de soort naar de botanicus Paul Günther Lorentz.
De soort komt voor in Zuid-Amerika (Argentinië, Paraguay, Uruguay), onder meer in de Paraná.